# Jean-Baptiste Rousseau
Jean-Baptiste Rousseau (6. april 1670 i Paris – 17. marts 1741 i Bruxelles) var en fransk digter. 
Rousseau var skomagersøn, men fik ikke desto
mindre en omhyggelig Uddannelse, kom i
Forbindelse med fornemme Herrer, som tog sig
af ham, og havde allerede som ganske ung Ry
for at være en begavet og formfuldendt Poet.
Men hans Karakter var tarvelig og bragte ham
mange Fortrædeligheder. Medens han til Tider
optraadte som den alvorlige Lyriker med
pompøse Oder og højstemte religiøse Hymner, fik
hans ondskabsfulde Sind og Anlæg for den
poetiske Satire ham til, naar Lejlighed gaves, at
udsende drilagtige, kyniske Epigrammer, der
ofte snærtede bestemte Personer paa den mest
uforskammede Maade. Man nægtede at optage
ham i Akademiet, til hans store Forbitrelse; og
da han havde forsøgt sig som dramatisk Forf.,
men ingen Lykke gjort, tildelte han sine
litterære Uvenner, navnlig La Motte og Saurin,
Skylden derfor. Nogle særlig giftige Vers mod
disse Mænd gav Anledning til, at R. 1712
dømtes til livsvarig Forvisning fra Kongen af
Frankrigs Riger og Lande. Allerede forinden havde
han imidlertid forladt Landet og levede nu sit
øvrige Liv, mest for Resten under ret gode
Vilkaar, i Schweiz, Østerrig og Nederlandene.
Ligesom han selv vedblev at protestere mod
Dommens Retfærdighed, havde han ogsaa gode
Forsvarere; han sagde nej til et Tilbud om at
komme tilbage, men ansøgte rigtignok selv
senere (under et hemmeligt Ophold i Paris)
forgæves derom. I Voltaire havde han en afgjort
Uven; de havde gjort hinandens Bekendtskab i
Bryssel, men det endte med et fuldstændigt
Brud. Som lyrisk Digter (Odes, Cantates) nød
R. længe stor Anseelse for Versenes
Korrekthed og retoriske Velklang; i sine Epigrammer
kan han være virkelig fin og vittig, naar ikke
Gift og Galde og Grovhed tager Overhaand.
Œuvres complètes (5 Bd, Paris 1820 og 1876),
Œuvres lyriques, ved Manuel (1852); mange
Udgaver af hans udvalgte Værker.